# Bolsa de confort

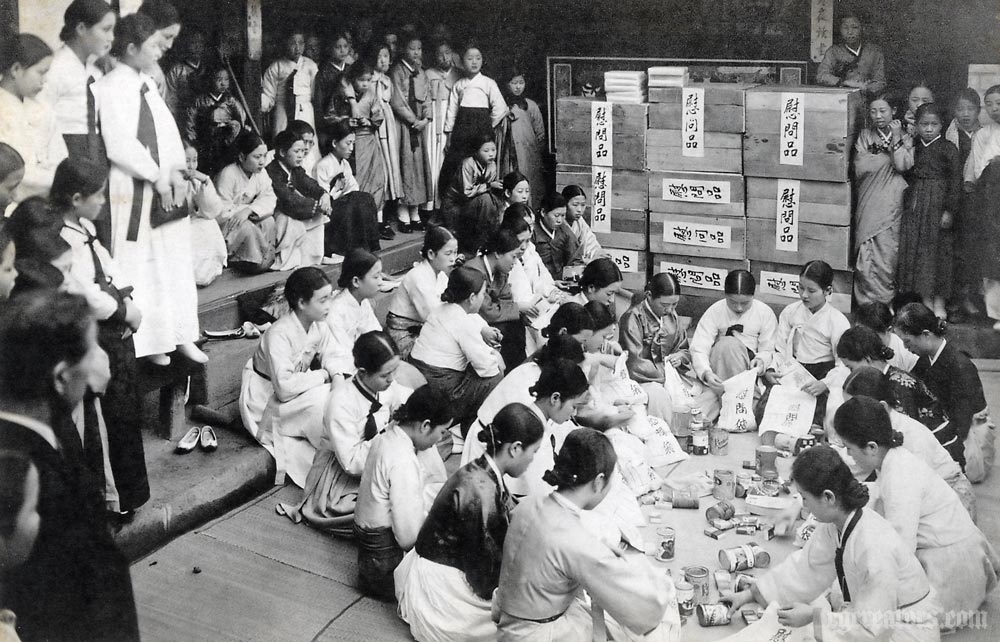
Mujeres coreanas poniendo artículos de confort en bolsas de confort

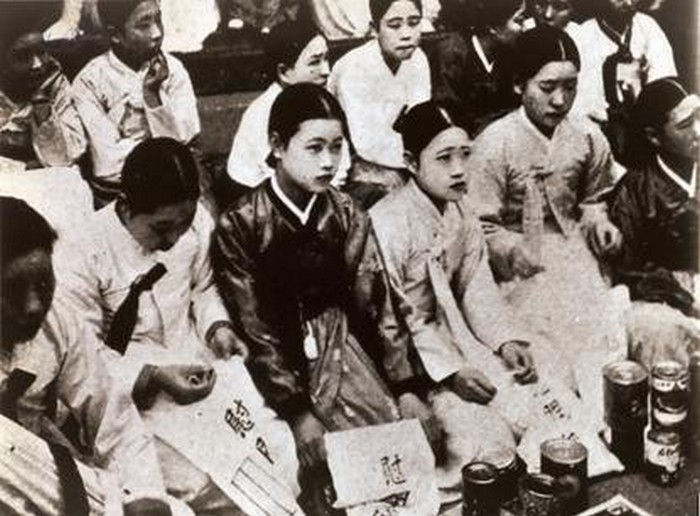
Colegialas coreanas que sostienen bolsas de confort antes de poner artículos delante de ellas en las bolsas

La bolsa de confort (慰問袋, imon-bukuro) fue un paquete con regalos preparado por civiles para enviarlo a los soldados militares japoneses imperiales con el fin de alentarlos. La bolsa contenía artículos de confort (慰問品, imon-hin) no emitidos por los militares japoneses, como artículos de tocador, frutas secas, alimentos enlatados y cartas de aliento. Las bolsas fueron preparadas por colegialas o sociedades patrióticas locales. Estas actividades también se realizaron en Corea, que estaba entonces bajo el dominio japonés, para alentar a los soldados coreanos en el Ejército Imperial Japonés.